# Kérkyra
Kérkyra (tiếng Hy Lạp: Κέρκυρα [ˈcercira]; tiếng Hy Lạp cổ: Κέρκυρα hay Κόρκυρα; tiếng Latinh: Corcyra; tiếng Ý: Corfù) là một hòn đảo của Hy Lạp tại biển Ionia. Đây là đảo lớn thứ hai của quần đảo Ionia, và cùng với các đảo nhỏ xung quanh, tạo thành rìa biên giới tây bắc của Hy Lạp. Hòn đảo là một phần của đơn vị thuộc vùng Kérkyra, và được quản lý như một khu tự quản riêng biệt. Khu tự quản bao gồm Kérkyra và các đảo nhỏ hơn là Ereikoussa, Mathraki và Othonoi. Thành phố chính và thủ phủ của đảo (dân số 33.886) cũng có tên là Kérkyra. Trên đảo Kérkyra có Đại học Ionia.
Bờ biển phía đông bắc của Kérkyra nằm ở ngoài khơi bờ biển Sarandë, Albania, tách biệt nhau qua một eo biển rộng 3 đến 23 km (2 đến 15 mi), trong khi bờ phía đông nam của đảo nằm ở ngoài khơi bờ biển Thesprotia, Hy Lạp. Tên gọi "Corfu" là phiên bản Ý hóa của tên từ thời kỳ Đông La Mã (Byzantine) là Κορυφώ (Koryphō), nghĩa là "thành phố của các đỉnh núi", bắt nguồn từ tiếng Hy Lạp Κορυφαί (Koryphai) (đỉnh hay chỏm núi), biểu thị hai đỉnh núi của Palaio Frourio.  Đảo có hình dạng giống như cái liềm (drepanē, δρεπάνι), được so sánh vào thời cổ đại là: mặt lõm, với thành phố và cảng Kérkyra ở trung tâm, nằm đối diện với bờ biển Albanian. Với diện tích ước tính là 227 dặm vuông Anh (588 km2), đảo dài xấp xỉ 40 dặm (64 km), với chiều rộng nhất là khoảng 20 dặm (32 km).
Hòn đảo có liên hệ mạnh mẽ với lịch sử Hy Lạp bắt đầu từ thần thoại Hy Lạp. Tên tiếng Hy Lạp, Kerkyra hay Korkyra, có liên hệ với hai biểu tượng nước mạnh mẽ: Poseidon, thần biển cả, và Asopos, một con sông quan trọng tại đại lục Hy Lạp. Theo thần thoại, Poseidon phải lòng nữ thần xinh đẹp Korkyra, con gái của Asopus và nữ thần sông Metope, và bắt cóc cô. Poseidon mang Korkyra đến một hòn đảo chưa được đặt tên, có một cuộc hôn nhân hạnh phúc, đặt tên của bà cho nơi này: Korkyra, và dần dần biến đổi thành Kerkyra. Họ đã có với nhau một người còn gọi là Phaiax, các cư dân trên đảo được đặt tên theo là: Phaiakes. Thuật ngữ này qua tiếng Latin trở thành Phaeacians.
Lịch sử của hòn đảo có đầy rẫy những trận chiến và chinh phục. Di sản của chúng là các lâu đài ở những vị trí chiến lược khắp hòn đảo. Hai trong số các lâu đài dựng tường rào xung quanh thủ phủ, và là thành phố duy nhất tại Hy Lạp được bao quanh như vậy. Do vậy, thủ phủ Kérkyra được chỉnh phủ Hy Lạp mô tả chính thức là Kastropolis ("thành phố lâu đài"). Kérkyra có một thời gian dài nằm dưới quyền kiểm soát của Venezia, và đã đẩy lui một số cuộc bao vây của đế chế Ottoman, rồi lại rơi vào tay người Anh sau Các cuộc chiến tranh của Napoléon. Kérkyra cuối cùng đã được nhượng lại cho đế quốc Anh cùng với các đảo còn lại của Hợp chúng quốc Quần đảo Ionia, và thống nhất với Hy Lạp hiện đại vào năm 1864 theo Hiệp ước Luân Đôn.
Năm 2007, khu phố cổ của thành phố thủ phủ đảo đã trở thành một Di sản thế giới của UNESCO.
Kérkyra là một địa điểm du lịch được biết đến. Cho đến đầu thế kỷ 20, nó chủ yếu được các thành viên hoàng gia và giới tinh hoa châu Âu viếng thăm, bao gồm Hoàng đế Wilhelm II của Đức và Hoàng hậu Elisabeth xứ Bayern; ngày nay đảo cũng là nơi có nhiều gia đình trung lưu thăm viếng, (chủ yếu đến từ Anh Quốc, Scandinavia và Đức). Đảo vẫn là điểm đến thông dụng của giới thượng lưu toàn cầu, ở phía đông bắc của đảo, có các chủ nhà là thành viên của gia đình Rothschild và các đầu sỏ chính trị của Nga.

## Khí hậu
| Dữ liệu khí hậu của Corfu (1961–1990)    | Dữ liệu khí hậu của Corfu (1961–1990) | Dữ liệu khí hậu của Corfu (1961–1990) | Dữ liệu khí hậu của Corfu (1961–1990) | Dữ liệu khí hậu của Corfu (1961–1990) | Dữ liệu khí hậu của Corfu (1961–1990) | Dữ liệu khí hậu của Corfu (1961–1990) | Dữ liệu khí hậu của Corfu (1961–1990) | Dữ liệu khí hậu của Corfu (1961–1990) | Dữ liệu khí hậu của Corfu (1961–1990) | Dữ liệu khí hậu của Corfu (1961–1990) | Dữ liệu khí hậu của Corfu (1961–1990) | Dữ liệu khí hậu của Corfu (1961–1990) | Dữ liệu khí hậu của Corfu (1961–1990) |
| Tháng                                    | 1                                     | 2                                     | 3                                     | 4                                     | 5                                     | 6                                     | 7                                     | 8                                     | 9                                     | 10                                    | 11                                    | 12                                    | Năm                                   |
| ---------------------------------------- | ------------------------------------- | ------------------------------------- | ------------------------------------- | ------------------------------------- | ------------------------------------- | ------------------------------------- | ------------------------------------- | ------------------------------------- | ------------------------------------- | ------------------------------------- | ------------------------------------- | ------------------------------------- | ------------------------------------- |
| Cao kỉ lục °C (°F)                       | 20.5 (68.9)                           | 22.4 (72.3)                           | 26.0 (78.8)                           | 28.0 (82.4)                           | 33.8 (92.8)                           | 35.6 (96.1)                           | 42.4 (108.3)                          | 40.0 (104.0)                          | 37.4 (99.3)                           | 31.0 (87.8)                           | 25.0 (77.0)                           | 22.0 (71.6)                           | 42.4 (108.3)                          |
| Trung bình ngày tối đa °C (°F)           | 13.9 (57.0)                           | 14.2 (57.6)                           | 16.2 (61.2)                           | 19.2 (66.6)                           | 23.8 (74.8)                           | 27.9 (82.2)                           | 30.9 (87.6)                           | 31.1 (88.0)                           | 27.8 (82.0)                           | 23.2 (73.8)                           | 18.8 (65.8)                           | 15.4 (59.7)                           | 21.9 (71.4)                           |
| Trung bình ngày °C (°F)                  | 9.6 (49.3)                            | 10.3 (50.5)                           | 12.1 (53.8)                           | 15.1 (59.2)                           | 19.6 (67.3)                           | 23.8 (74.8)                           | 26.4 (79.5)                           | 26.1 (79.0)                           | 22.7 (72.9)                           | 18.4 (65.1)                           | 14.2 (57.6)                           | 11.1 (52.0)                           | 17.4 (63.3)                           |
| Tối thiểu trung bình ngày °C (°F)        | 5.1 (41.2)                            | 5.7 (42.3)                            | 6.8 (44.2)                            | 9.3 (48.7)                            | 12.9 (55.2)                           | 16.4 (61.5)                           | 18.3 (64.9)                           | 18.6 (65.5)                           | 16.5 (61.7)                           | 13.4 (56.1)                           | 9.8 (49.6)                            | 6.7 (44.1)                            | 11.6 (52.9)                           |
| Thấp kỉ lục °C (°F)                      | −4.5 (23.9)                           | −4.2 (24.4)                           | −4.4 (24.1)                           | 0.0 (32.0)                            | 4.6 (40.3)                            | 8.7 (47.7)                            | 10.0 (50.0)                           | 11.3 (52.3)                           | 7.2 (45.0)                            | 2.8 (37.0)                            | −2.2 (28.0)                           | −2.0 (28.4)                           | −4.5 (23.9)                           |
| Lượng Giáng thủy trung bình mm (inches)  | 131.7 (5.19)                          | 136.1 (5.36)                          | 98.4 (3.87)                           | 61.8 (2.43)                           | 36.3 (1.43)                           | 14.3 (0.56)                           | 7.4 (0.29)                            | 17.8 (0.70)                           | 74.9 (2.95)                           | 148.1 (5.83)                          | 180.5 (7.11)                          | 180.0 (7.09)                          | 1.087,3 (42.81)                       |
| Số ngày giáng thủy trung bình (≥ 1.0 mm) | 11.3                                  | 11.1                                  | 9.3                                   | 7.2                                   | 4.2                                   | 2.1                                   | 1.1                                   | 1.6                                   | 4.2                                   | 8.1                                   | 11.2                                  | 13.1                                  | 84.5                                  |
| Độ ẩm tương đối trung bình (%)           | 74.7                                  | 73.8                                  | 72.7                                  | 72.1                                  | 68.6                                  | 63.3                                  | 59.3                                  | 62.0                                  | 69.7                                  | 74.2                                  | 77.4                                  | 76.7                                  | 70.4                                  |
| Số giờ nắng trung bình tháng             | 117.7                                 | 116.8                                 | 116.0                                 | 206.5                                 | 276.8                                 | 324.2                                 | 364.5                                 | 332.8                                 | 257.1                                 | 188.9                                 | 133.5                                 | 110.9                                 | 2.545,7                               |
| Nguồn: NOAA                              |                                       |                                       |                                       |                                       |                                       |                                       |                                       |                                       |                                       |                                       |                                       |                                       |                                       |